# Деяніра
Деяніра (грец. Δηϊάνειρα) —  калідонська принцеса в давньогрецькій міфології, дочка Алтеї та Ойнея (варіант: Діоніса або Дексамена), сестра Мелеагра, дружина Геракла.

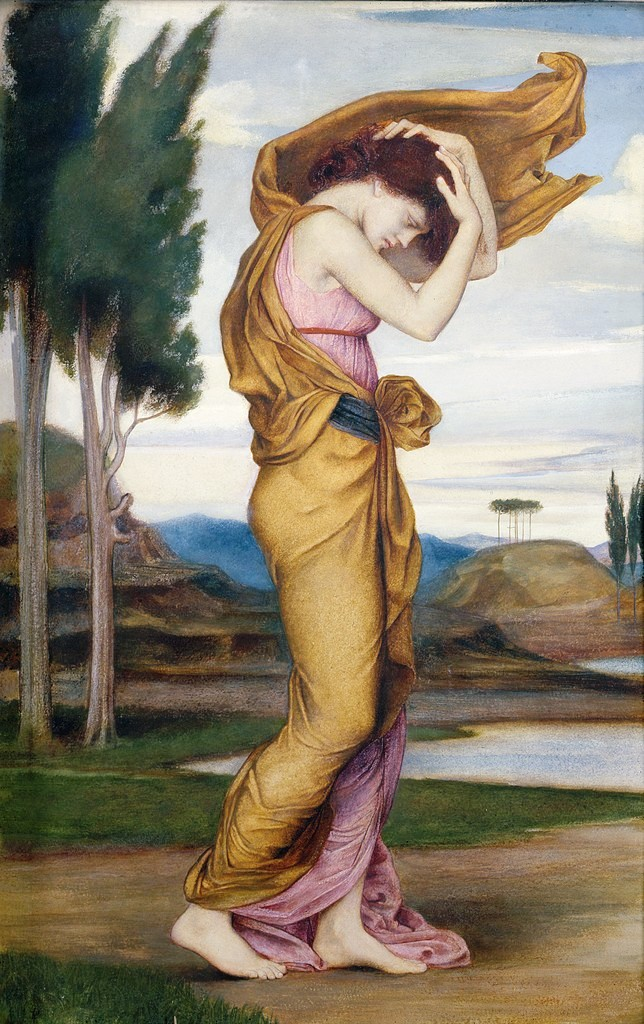
Деяніра

Після загибелі Мелеагра його сестри з горя обернулися на цесарок, тільки Деяніра та Горга завдяки Діонісові зберегли людську подобу. Спустившись в Аїд за Кербером, Геракл зустрів там Мелеагра, який попросив його одружитися з Деянірою. За право назвати Деяніру дружиною Гераклові довелося боротися з Ахелоєм. Геракл переміг. Приревнувавши Геракла до Іоли, Деяніра дала одяг, просякнутий кров'ю кентавра Несса, віднести Гераклу його другу Ліхасу, який не відаючи його зловісності, це охоче зробив. Тим Деяніра згубила Геракла, а потім у розпуці покінчила життя самогубством.